# 亚龙乡
亚龙乡，是中华人民共和国四川省甘孜藏族自治州色达县下辖的一个乡镇级行政单位。

## 行政区划
亚龙乡下辖以下地区：
扎穷村、下邱果一村、下邱果二村、下邱果三村、上邱果一村、上邱果二村、色多玛一村和色多玛二村。